# Villisca (Iowa)
Villisca – miasto w Stanach Zjednoczonych, w stanie Iowa, w hrabstwie Montgomery. Zgodnie ze spisem statystycznym z 2000 roku, miasto liczyło 1344 mieszkańców.